# Eau de Botot

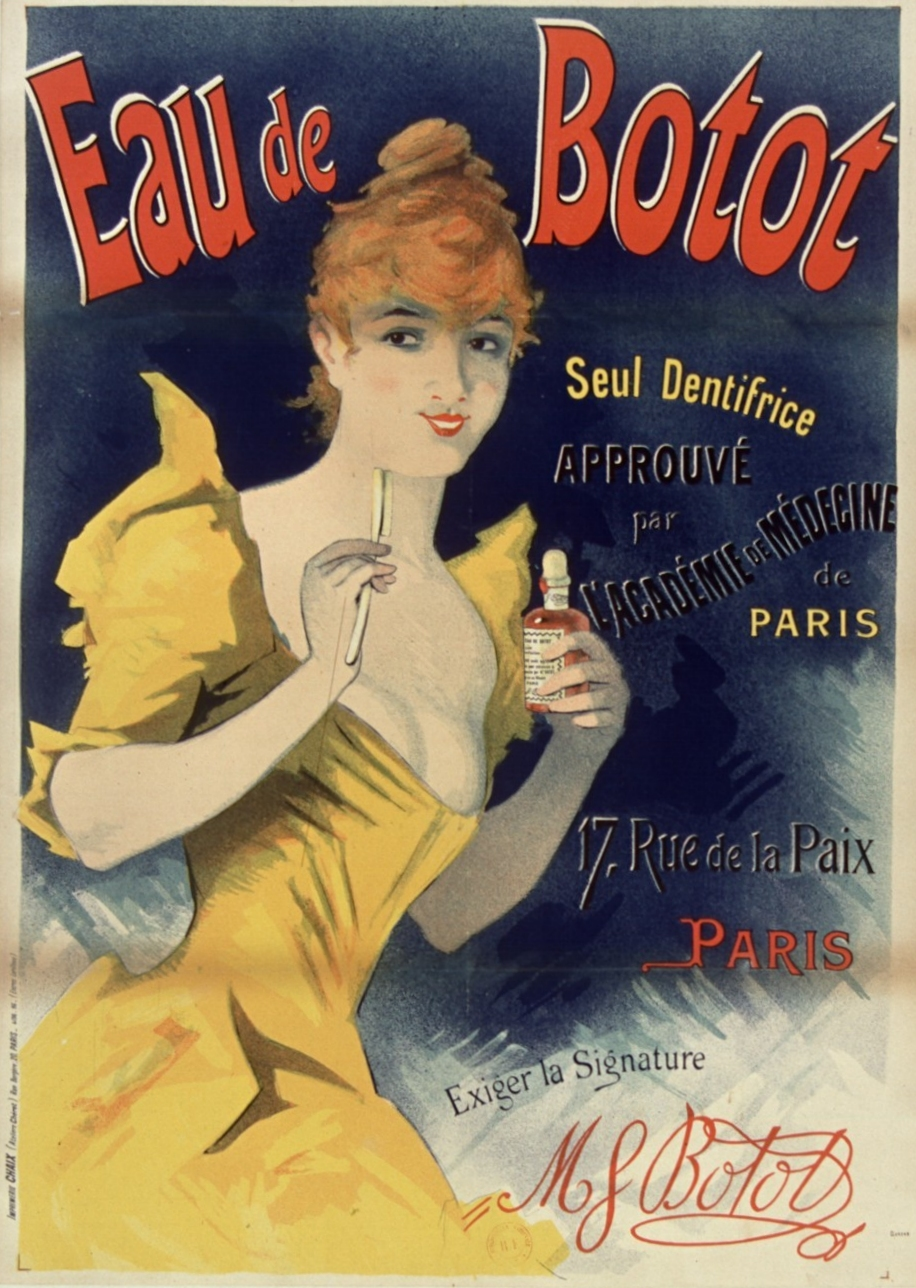
Eau de Botot, affiche ontworpen door Jules Chéret, 1896

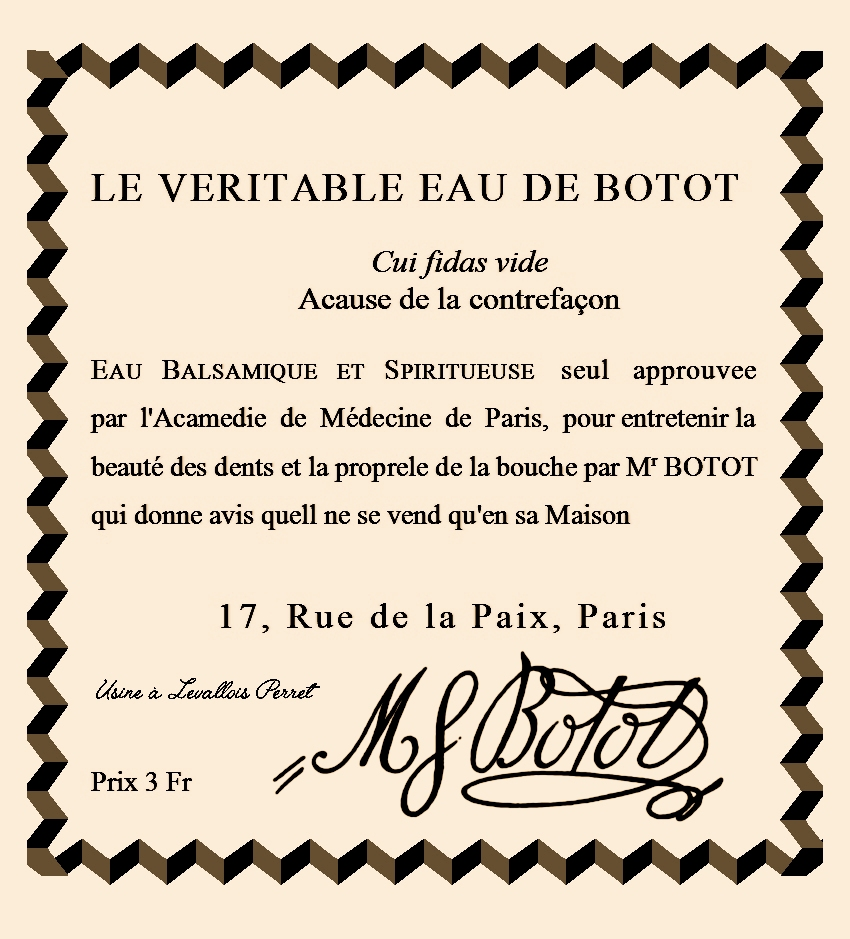
reconstructie etiket 19e eeuw, gesigneerd Marie-Sophie Botot

Eau de Botot is een mondwater uitgevonden in 1755. Het is het oudste commercieel geproduceerde mondwater in Frankrijk.

## Geschiedenis
Het preparaat werd bedacht door tandarts Edme François Julien Botot (1735-1793), lijfarts van koning Lodewijk XV van Frankrijk, naar zijn zeggen om de koning te behoeden voor tandbederf en slechte adem.
Op 1 oktober 1777 verkreeg hij de goedkeuring van de Faculteit der Geneeskunde. Vervolgens werd op 16 mei 1783 het middel goedgekeurd door de Parijse Academie voor Geneeskunde. Door vererving en schenking zijn de rechten meer dan een eeuw in de familie Botot gebleven. Zij verkochten in 1863 de rechten voor 365.000 franc aan Vincent Laurent-Richard, eigenaar van een bekend modehuis aan de Boulevard des Italiens. Het product werd gemaakt in een fabriek in Levallois-Perret en verkocht aan de Rue de la Paix nr 17. Rond 1900 werd het bedrijf door de erfgenamen verkocht aan een nieuwe onbekende eigenaar.
Begin 20e eeuw waren er meerdere producten voorhanden: mondwater, tandpasta en tandpoeder. In 2020 werd mondwater en tandpasta in meerdere smaken geproduceerd door de Italiaans-Britse Societa' Italo Britannica L. Manetti - H. Roberts & C. S.P.A. met het hoofdkantoor in Florence.

### Namaak
Al snel nadat het product op de markt kwam werd het nagemaakt, in 1793 verschijnt er in de Gazette Nationale een publicatie
waarin wordt benadrukt dat de enige echte Eau de  Botot wordt verkocht door de maker, aan de Rue du Cloître-Saint-Jacques-l'Hôpital nr. 2 in Parijs. Botot zette op de flessen het motto Cui fidas vide ("pas op wie u vertrouwt") en de etiketten waren altijd voorzien van zijn handtekening.
In Nederland werd het nagemaakt door allerlei kleine bedrijven en apothekers, op vrij uitgebreide schaal, zonder dat er daadwerkelijk werd ingegrepen.In het Supplement op de Nederlandsche pharmacopea uit 1902 werd zelfs
het recept gepubliceerd. In Duitsland daarentegen werd na een klacht van de rechthebbende in Parijs door de Duitse octrooiraad de verkoop van een niet origineel product onder de naam Botot verboden..

## Samenstelling
In de 19e eeuw was het een maceratie van munt, anijs, steranijs, kruidnagel en kaneel in alcohol, op smaak en kleur gebracht met amberkleurige tinctuur en cochenille. In 2020 had het product nog een vrijwel gelijke samenstelling, maar de natuurlijke cochenille was vervangen door drie kleurstoffen (patentblauw V of E 131, cochenille rood A of E 124, tartrazine of E 102) en er werd natriumsacharinaat als zoetstof toegevoegd.

## Wetenswaardigheden
- In 1883 werd door een huisarts de diagnose toiletalcoholisme gesteld bij een dame. Zij spoelde niet alleen haar mond met de verdunde oplossing maar dronk het ook, waardoor zij een roes kreeg. Duidelijk was dat ze altijd een frisse adem had.
- Posters voor het product werden in 1896 ontworpen door de "meester van het affiche" Jules Chéret.
- In 1920 werd in Frankrijk wegens tekort aan koper het kleingeld vervangen door postzegels (Timbres-monnaie) die waren gevat in een rond metalen omhulsel en afgedekt met mica. Op de achterzijde stond een reclametekst. Bij de waarden 5, 10 en 25 centimes werden deze gemaakt met de tekst Eau de Botot.

## Afbeeldingen

Franse advertenties
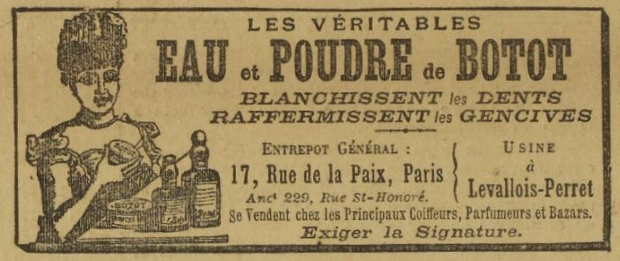
Franse advertentie
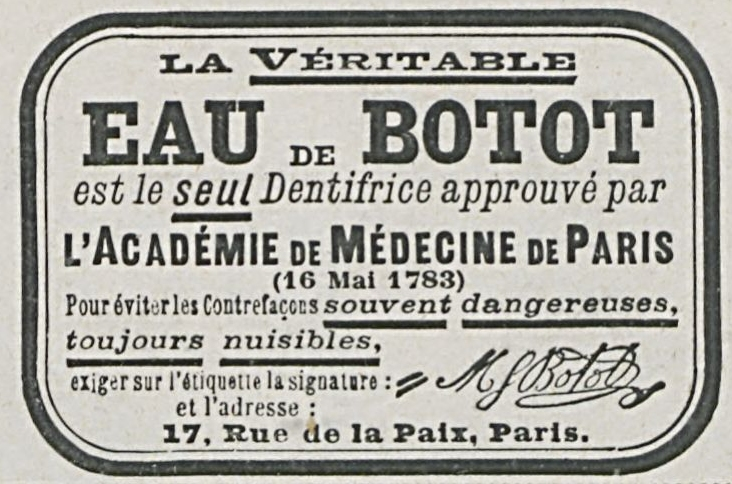
Franse advertentie
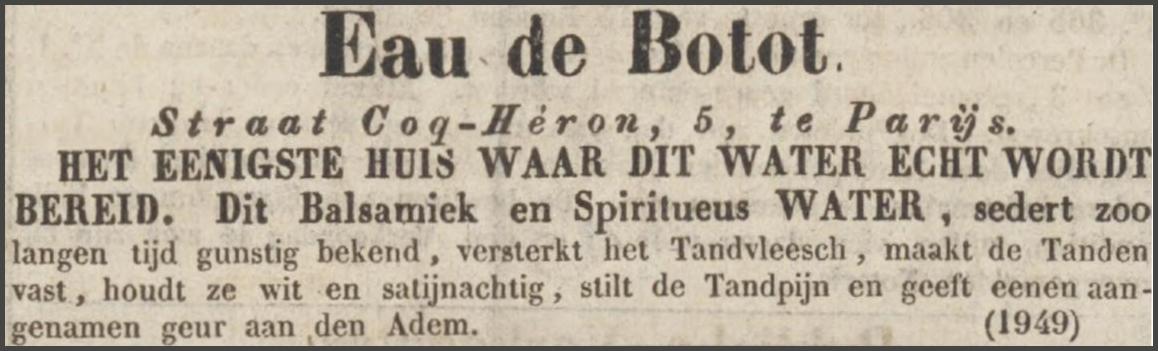
Algemeen Handelsblad, 1847
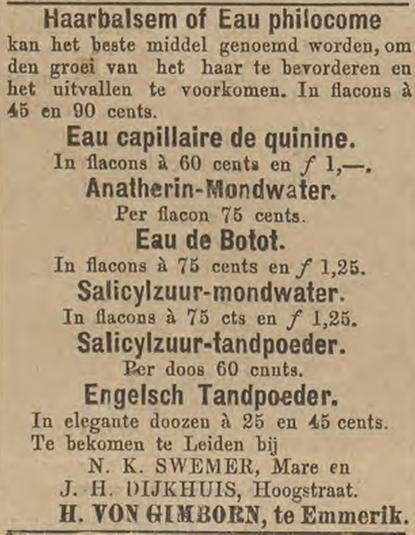
De vriend van oud en jong; christelijk en wetenschappelijk weekblad, 1882
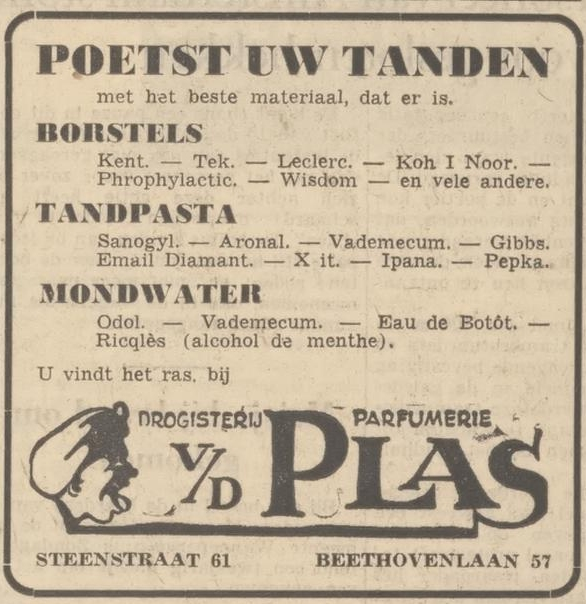
Arnhemsche Courant, 1953
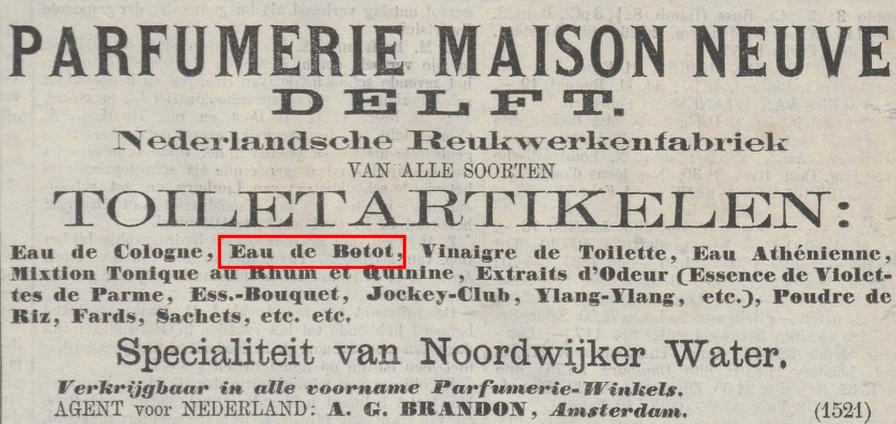
Het Vaderland, 1876, namaak
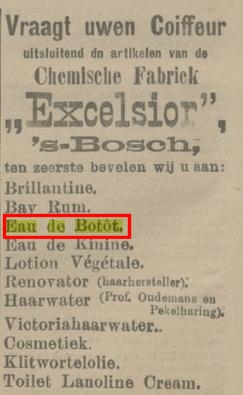
Provinciale Noordbrabantsche en 's Hertogenbossche courant, 1909, namaak